# 川上健一
川上 健一（かわかみ けんいち、1949年8月7日 - ）は、青森県上北郡三本木町（現・十和田市）出身の小説家。

## 人物
青森県立十和田工業高校卒業。『跳べ、ジョー!B・Bの魂が見てるぞ』で1977年に第28回小説現代新人賞を受賞、作家デビューする。その後ヒット作がないまま、山梨県大泉村に移住、自給自足の暮らしをする。2001年、青春自伝小説『翼はいつまでも』が『本の雑誌』ベストテン入りして注目を集め、第17回坪田譲治文学賞を受賞。2004年に『雨鱒の川』、2006年に『四月になれば彼女は』（映画タイトル『アオグラ AOGRA』）、2013年に『渾身』が映画化された。

## 著作リスト

### 小説
- 『跳べ、ジョー! B・Bの魂が見てるぞ』講談社 1978年 のち講談社文庫、集英社文庫
- 『サウスポー魂 小説・江夏豊投手』講談社 1981年 のち講談社文庫
- 『タ・オ・ル』講談社 1984年 『女神がくれた八秒』集英社文庫
- 『プロゴルファー落第記』徳間文庫 1984年
- 『監督と野郎ども』トクマ・ノベルズ 1984年 のち集英社文庫、『ラストボール伝説』恒文社21
- 『パパ、野球場に連れてってよ。』ミリオン書房 1986年
- 『宇宙のウインブルドン』集英社 1986年 のち集英社文庫
- 『珍プレー殺人事件』集英社文庫 1987年
- 『フォアー! ゴルフに国境はない』ミリオン書房 1989年 のち文庫
- 『ジャイアンツ優勝大作戦』大陸書房 1989年
- 『ららのいた夏』集英社 1989年 のち文庫
- 『雨鱒の川』集英社 1990年 のち集英社文庫
- 『このゴルファーたち』集英社文庫 1991年
- 『翼はいつまでも』集英社 2001年 のち集英社文庫
- 『ふたつの太陽と満月と』集英社文庫 2003年
- 『虹の彼方に』集英社文庫 2004年
- 『地図にない国』双葉社 2004年 のち双葉文庫
- 『日めくり物語 三十の人生の三十の感動 相田みつを』川上文 小学館 2004年
- 『ビトウィン』集英社 2005年 『Between』集英社文庫
- 『四月になれば彼女は』実業之日本社 2005年 のち集英社文庫
- 『渾身』集英社 2007年 のち集英社文庫
- 『風の仲間』PHP文庫 2008年
- 『旅ステージ』PHP研究所 2008年
- 『ジャパン・スマイル』PHP研究所 2009年
- 『透明約束』光文社 2009年
- 『ナイン 9つの奇跡』PHP研究所 2009年 のちPHP文芸文庫
- 『Yes お父さんにラブソング』PHP研究所 2009年 のちPHP文庫
- 『祭り囃子がきこえる』集英社 2010年
- 『あのフェアウェイへ』講談社 2011年
- 『小さな幸せ物語』PHP文芸文庫 2012年
- 『月の魔法』角川書店 2013年
- 『朝ごはん』山梨日日新聞社 2013年
- 『ライバル』PHP研究所 2014年
- 『トッピング』集英社 2018年

### 漫画原作
- 『おまかせベアーズ』作画：中島徳博

- 『ちゃぺ! 津軽鉄道四季ものがたり』作画：引野真二